# César Rodrigues

César Aparecido Rodrigues,  född 24 oktober 1974 i São Paulo, Brasilien, är en brasiliansk före detta fotbollsspelare, känd som César.
Han värvades av SS Lazio inför säsongen 2000/2001 och fick gradvis uppmärksamhet och förtroende av tränarna. Efter att ha burit kaptensbindeln i Lazio under andra halvan av 2005 lånades han ut till Inter. Säsongen därpå blev han utlånad till Livorno, men efter det gick hans karriär nedåt. César är mest berömd för att ha gjort mål i ett derby för Lazio mot Roma och firat målet med en sambadans i en match då nedflyttningshotade Lazio vann med 3-1.